# Cryptops daszaki
Cryptops daszaki är en mångfotingart som beskrevs av Lewis 2002. Cryptops daszaki ingår i släktet Cryptops och familjen Cryptopidae.
Artens utbredningsområde är Mauritius. Inga underarter finns listade i Catalogue of Life.